# Scuola del Libro
La Scuola del Libro è un liceo artistico di Urbino.

## Storia

### Fondazione e primi anni

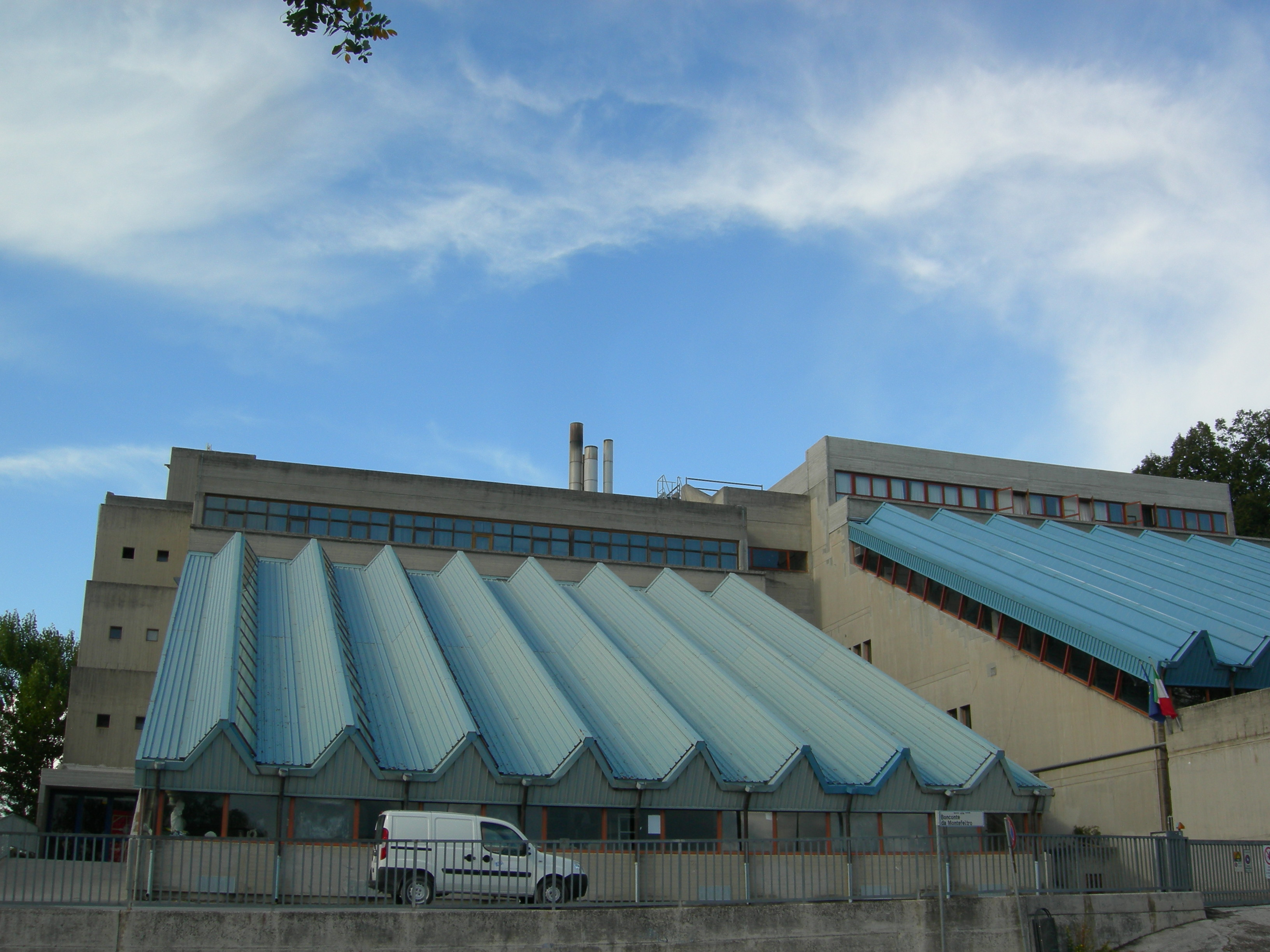
La sede della Scuola progettata dall'architetto De Carlo

Venne fondato nel 1861 come Istituto di Belle Arti per le Marche, per volere del regio commissario straordinario della regione Lorenzo Valerio. 
Ebbe la sua prima sede nell'ex convento di San Benedetto (poi facoltà di Economia).
Nel 1889 fu trasferito in un'ala del Palazzo Ducale.
L'istituto incorporò la più antica scuola di disegno nata nel XVIII secolo nell'ambito dell'università cittadina.
Ebbe tra i docenti Luigi De Luca, Giuseppe Frenguelli, Ettore Ximenes, Luciano Nezzo, Diomede Catalucci e Francesco Carnevali.
Inizialmente la didattica verteva sull'insegnamento di tecniche relative all'illustrazione e alla decorazione dei libri e infatti nel 1923 la scuola ebbe la denominazione di Istituto di Belle Arti per l'Illustrazione e la Decorazione del Libro e si dotò di attrezzature e laboratori per la calcografia, la litografia e la fotoincisione.
Nel 1931 l'istituto venne fuso con la Scuola di arti e mestieri e nacque una sezione dedicata alla rilegatura del libro.

### Secondo dopoguerra
Nel secondo dopoguerra, tra gli anni cinquanta e sessanta, la scuola istituì laboratori di disegno animato (1951), di grafica, di fotografia artistica, di ceramica e di grafica editoriale. Nell'istituto iniziò il Corso Superiore di Arte Grafica (CSAG) che poi diede origine all'Istituto Superiore per le Industrie Artistiche (ISIA).
Tra il 1970 ed il 1983 fu intrapresa la costruzione della nuova sede fuori le mura, progettata dall'architetto Giancarlo De Carlo. Ma dato che i lavori restarono incompiuti, nella nuova sede, di cui era stata costruita solo la metà posteriore, vi si trasferirono inizialmente solo i laboratori di grafica editoriale e grafica pubblicitaria. In seguito del terremoto del 1997, furono spostati nella nuova struttura anche i laboratori di ceramica, fotografia artistica e incisione. La presidenza, la segreteria, la biblioteca (con 16.000 testi) ed il laboratorio di Cinema di Animazione rimasero nella sede centrale, in alcuni ambienti già del convento di San Francesco. Nel 2010, in seguito alla riforma Gelmini, la Scuola passa da Istituto d'arte a Liceo artistico.

## Laboratori e materie
Tra gli insegnamenti vi sono, oltre alle materie comuni a tutti gli indirizzi (italiano, inglese, storia e geografia, filosofia, matematica, fisica, scienze naturali, storia dell'arte, scienze motorie) quelle specifiche come disegno dal vero, disegno geometrico, plastica. In particolare: incisione, design e restauro del libro, grafica, disegno animato e fumetto e cinema e fotografia.

## Direttori
| Direttori              | Periodo   | Note  |
| ---------------------- | --------- | ----- |
| Giambattista Pericoli  | 1861-84   | [ 7 ] |
| Ettore Ximenes         | 1885-93   | [ 7 ] |
| Luciano Nezzo          | 1893-1901 | [ 7 ] |
| Luigi De Luca          | 1901-05   | [ 7 ] |
| Luigi Scorrano         | 1905-24   | [ 7 ] |
| Aleardo Terzi          | 1925-28   | [ 8 ] |
| Gianluciano Sormani    | 1928-30   | [ 8 ] |
| Ettore di Giorgio      | 1930-34   | [ 8 ] |
| Mario Delitala         | 1934-43   | [ 8 ] |
| Francesco Carnevali    | 1943-63   | [ 8 ] |
| Fulberto Pettinelli    | 1963-71   | [ 8 ] |
| Pietro Sanchini        | 1972-75   | [ 8 ] |
| Gastone Guidi          | 1975-76   | [ 8 ] |
| Nicolò Nicosia         | 1976-81   | [ 8 ] |
| Leone Sinibaldi        | 1981-82   | [ 8 ] |
| Giuliano Simoncelli    | 1982-83   | [ 8 ] |
| Nicolò Nicosia         | 1983-84   | [ 8 ] |
| Innocenzo Aliventi     | 1984-89   | [ 8 ] |
| Nicolò Nicosia         | 1989-95   | [ 8 ] |
| Innocenzo Aliventi     | 1995-2000 | [ 8 ] |
| Maurizia Ragonesi      | 2001-11   | [ 8 ] |
| Bianca Maria Pia Marrè | 2012-23   | [ 8 ] |
| Lucia Nonni            | dal 2023  | [ 8 ] |